# Convocazioni per la Coppa delle nazioni del Golfo 2017-2018
In questa sezione sono riportate le convocazioni per la Coppa delle nazioni del Golfo 2017-2018 in Kuwait.

## Gruppo A

### Kuwait
Coach:  Boris Bunjak
| N. | Pos. | Giocatore             | Data nascita (età)          | Pres. | Squadra           |
| -- | ---- | --------------------- | --------------------------- | ----- | ----------------- |
| 1  | P    | Khaled Al Rashidi     | 20 aprile 1987 (30 anni)    | 19    | Al-Salmiya        |
| 2  | D    | Sami Al Sanea         | 9 gennaio 1993 (24 anni)    | 1     | Al-Kuwait         |
| 3  | C    | Ahmed Al-Dhefiri      | 8 febbraio 1992 (25 anni)   | 15    | Qadsia            |
| 4  | D    | Khalid El Ebrahim     | 28 agosto 1992 (25 anni)    | 9     | Qadsia            |
| 5  | D    | Fahed Al Hajri        | 10 novembre 1991 (26 anni)  | 25    | Al-Ettifaq        |
| 6  | C    | Sultan Al Enezi       | 29 marzo 1992 (25 anni)     | 20    | Al-Wakrah         |
| 7  | C    | Fahad Al Enezi        | 1º settembre 1988 (29 anni) | 43    | Al-Kuwait         |
| 8  | C    | Mashari Al Azmi       | 19 novembre 1987 (30 anni)  | 0     | Kazma             |
| 9  | A    | Faisal Al-Azemi       | 23 gennaio 1993 (24 anni)   | 1     | Al-Tadamon        |
| 10 | C    | Abdullah Al Buraiki   | 12 agosto 1987 (30 anni)    | 14    | Al-Kuwait         |
| 11 | C    | Fahad Al Ansari       | 25 febbraio 1987 (30 anni)  | 48    | Al-Ittihad        |
| 12 | D    | Fahad Hamoud          | 3 ottobre 1990 (27 anni)    | 0     | Al-Kuwait         |
| 13 | D    | Khaled Al Qahtani     | 16 febbraio 1985 (32 anni)  | 17    | Qadsia            |
| 14 | D    | Dhari Said            | 11 gennaio 1987 (30 anni)   | 6     | Qadsia            |
| 15 | C    | Faisal Zaid           | 9 ottobre 1991 (26 anni)    | 19    | Jahra             |
| 16 | A    | Mohamed Saad Al Ajmi  | 1º gennaio 1986 (31 anni)   | 1     | Jahra             |
| 17 | A    | Bader Al Mutawa       | 10 gennaio 1985 (32 anni)   | 158   | Qadsia (capitano) |
| 18 | C    | Reda Hani             | 22 aprile 1996 (21 anni)    | 0     | Qadsia            |
| 19 | D    | Hummoud Melfi         | 1º gennaio 1988 (29 anni)   | 0     | Jahra             |
| 20 | D    | Hussain Hakem         | 26 giugno 1984 (33 anni)    | 22    | Al-Kuwait         |
| 21 | C    | Ali Maqseed           | 11 dicembre 1986 (31 anni)  | 64    | Al-Arabi          |
| 22 | P    | Hameed Al-Qallaf      | 10 agosto 1987 (30 anni)    | 31    | Al-Kuwait         |
| 23 | P    | Sulaiman Abdulghafour | 21 febbraio 1991 (26 anni)  | 9     | Al-Arabi          |

### Arabia Saudita
Coach:  Krunoslav Jurčić
| N. | Pos. | Giocatore            | Data nascita (età) | Pres. | Reti | Squadra             |
| -- | ---- | -------------------- | ------------------ | ----- | ---- | ------------------- |
| 1  | P    | Moslem Al-Furayj     | 8 aprile 1988      | 0     | 0    | Al-Fayha            |
| 2  | C    | Salem Saeed          | 1º marzo 1999      | 0     | 0    | Svincolato          |
| 3  | D    | Abdullah Al-Shameri  | 17 settembre 1993  | 0     | 0    | Al-Taawoun          |
| 4  | D    | Mohammed Al-Khabrani | 14 ottobre 1993    | 2     | 0    | Al-Qadsiah          |
| 5  | D    | Omar Hawsawi         | 27 settembre 1985  | 32    | 2    | Al-Nassr (capitano) |
| 6  | C    | Nooh Al-Mousa        | 23 febbraio 1991   | 3     | 0    | Al-Fateh            |
| 7  | C    | Salman Al-Moasher    | 5 ottobre 1988     | 18    | 1    | Al-Ahli             |
| 8  | A    | Ali Al-Nemer         | 25 agosto 1991     | 0     | 0    | Svincolato          |
| 9  | C    | Naif Hazazi          | 30 settembre 1992  | 0     | 0    | Al-Qadsiah          |
| 10 | C    | Hattan Bahebri       | 16 luglio 1992     | 0     | 0    | Al-Shabab           |
| 11 | C    | Maan Khodari         | 13 dicembre 1991   | 0     | 0    | Al-Batin            |
| 12 | D    | Abdurahman Al-Obaid  | 30 aprile 1993     | 2     | 0    | Al-Qadsiah          |
| 13 | D    | Sultan Al-Ghanam     | 6 maggio 1994      | 0     | 0    | Al-Faisaly          |
| 14 | C    | Mohamed Kanno        | 22 settembre 1994  | 0     | 0    | Al-Hilal            |
| 15 | C    | Ahmed Al-Fraidi      | 29 gennaio 1988    | 34    | 6    | Al-Nassr            |
| 16 | C    | Ahmed Al-Fiqi        | 31 dicembre 1992   | 0     | 0    | Svincolato          |
| 17 | C    | Jaber Mustafa        | 7 giugno 1997      | 0     | 0    | Svincolato          |
| 18 | C    | Khalid Kaabi         | 24 maggio 1992     | 0     | 0    | Al-Shabab           |
| 19 | C    | Saleh Al-Amri        | 14 ottobre 1993    | 0     | 0    | Al-Ahli             |
| 20 | A    | Mukhtar Fallatah     | 15 ottobre 1987    | 9     | 1    | Al-Hilal            |
| 21 | P    | Abdulquddus Atiah    | 1º marzo 1997      | 0     | 0    | Svincolato          |
| 22 | P    | Assaf Al-Qarni       | 2 aprile 1984      | 8     | 0    | Al-Ittihad          |
| 23 | D    | Hammam Ajaj          | 24 febbraio 1995   | 0     | 0    | Svincolato          |
| 24 | D    | Abdullah Al-Ammar    | 1º marzo 1994      | 0     | 0    | Al-Fateh            |

### Oman
Coach:  Pim Verbeek

### Emirati Arabi Uniti
Coach:  Alberto Zaccheroni
| N. | Pos. | Giocatore           | Data nascita (età) | Pres. | Reti | Squadra              |
| -- | ---- | ------------------- | ------------------ | ----- | ---- | -------------------- |
| 1  | P    | Sultan Al-Monzeri   | 5 gennaio 1995     | 0     | 0    | Al-Wasl              |
| 2  | D    | Mohammed Barqesh    | 27 ottobre 1990    | 0     | 0    | Al Wahda             |
| 3  | D    | Mohammed Marzooq    | 23 gennaio 1989    | 1     | 0    | Shabab Al-Ahli       |
| 4  | D    | Khalifa Mubarak     | 30 ottobre 1993    | 2     | 0    | Al-Nasr              |
| 5  | C    | Ali Salmeen         | 4 febbraio 1995    | 32    | 2    | Al-Wasl              |
| 6  | D    | Mohanad Salem       | 1º marzo 1985      | 57    | 2    | Al Ain               |
| 7  | A    | Ali Mabkhout        | 5 ottobre 1990     | 60    | 40   | Al Jazira            |
| 8  | C    | Ahmed Barman        | 5 febbraio 1994    | 7     | 0    | Al Ain               |
| 9  | C    | Khaled Jalal        | 5 aprile 1991      | 2     | 0    | Al-Nasr              |
| 10 | C    | Omar Abdulrahman    | 20 settembre 1991  | 57    | 9    | Al Ain               |
| 11 | A    | Ahmed Al Attas      | 28 settembre 1995  | 5     | 1    | Al Jazira            |
| 12 | P    | Khalid Eisa         | 15 settembre 1989  | 16    | 0    | Al Ain               |
| 13 | C    | Khamis Esmaeel      | 16 novembre 1989   | 12    | 0    | Shabab Al-Ahli       |
| 14 | C    | Rayan Yaslam        | 23 novembre 1994   | 0     | 0    | Al Ain               |
| 15 | C    | Ismail Al Hammadi   | 1º luglio 1988     | 94    | 14   | Shabab Al-Ahli       |
| 16 | C    | Mohamed Abdulrahman | 4 febbraio 1989    | 33    | 1    | Al Ain               |
| 17 | D    | Fares Juma          | 30 dicembre 1988   | 32    | 2    | Al Jazira (capitano) |
| 18 | D    | Mohamed Fawzi       | 22 febbraio 1990   | 33    | 0    | Al Jazira            |
| 19 | D    | Ismail Ahmed        | 7 luglio 1983      | 26    | 0    | Al Ain               |
| 20 | A    | Ahmed Malallah      | 9 novembre 1991    | 0     | 0    | Emirates             |
| 21 | D    | Salem Al-Ozaizi     | 25 febbraio 1993   | 0     | 0    | Al-Wasl              |
| 22 | P    | Mohammed Al-Shamsi  | 4 gennaio 1997     | 0     | 0    | Al Wahda             |
| 23 | D    | Mahmoud Khamees     | 28 ottobre 1987    | 26    | 1    | Al-Nasr              |

## Gruppo B

### Qatar
Coach:  Félix Sánchez Bas
| N. | Pos. | Giocatore             | Data nascita (età) | Pres. | Reti | Squadra            |
| -- | ---- | --------------------- | ------------------ | ----- | ---- | ------------------ |
| 1  | P    | Saad Al Sheeb         | 19 febbraio 1990   | 32    | 0    | Al Sadd            |
| 2  | D    | Bassam Hisham Al Rawi | 16 dicembre 1997   | 1     | 0    | Al-Duhail          |
| 3  | D    | Abdelkarim Hassan     | 28 agosto 1993     | 58    | 9    | Eupen              |
| 4  | D    | Al-Mahdi Ali Mukhtar  | 2 marzo 1992       | 20    | 1    | Al-Gharafa         |
| 5  | C    | Ahmed Fatehi          | 25 gennaio 1993    | 2     | 0    | Al Arabi           |
| 6  | D    | Ahmed Yasser          | 17 maggio 1994     | 27    | 0    | Cultural Leonesa   |
| 7  | D    | Musab Kheder          | 1º gennaio 1993    | 9     | 0    | Al Sadd            |
| 8  | C    | Ahmed Moein           | 20 ottobre 1995    | 1     | 0    | Cultural Leonesa   |
| 9  | A    | Ali Ferydoon          | 9 ottobre 1992     | 0     | 0    | Al Ahli            |
| 10 | C    | Hassan Al-Haydos      | 11 dicembre 1990   | 88    | 18   | Al Sadd (capitano) |
| 11 | C    | Akram Afif            | 18 novembre 1996   | 20    | 3    | Eupen              |
| 12 | C    | Karim Boudiaf         | 16 settembre 1990  | 40    | 4    | Al-Duhail          |
| 13 | A    | Mohammed Muntari      | 20 dicembre 1993   | 5     | 0    | Al Ahli            |
| 14 | C    | Othman Al-Yahri       | 24 giugno 1993     | 1     | 0    | Al-Rayyan          |
| 15 | D    | Pedro Miguel          | 6 agosto 1990      | 21    | 0    | Al Sadd            |
| 16 | C    | Assim Madibo          | 22 ottobre 1996    | 1     | 0    | Eupen              |
| 17 | A    | Ismaeel Mohammad      | 5 aprile 1990      | 33    | 3    | Al-Duhail          |
| 18 | D    | Abdulkarim Al-Ali     | 25 marzo 1991      | 10    | 1    | Al-Sailiya         |
| 19 | A    | Almoez Ali            | 19 agosto 1996     | 15    | 3    | Al-Duhail          |
| 20 | C    | Abdullah Al-Ahrak     | 9 maggio 1997      | 0     | 0    | Al-Duhail          |
| 21 | P    | Yousef Hassan         | 24 maggio 1996     | 5     | 0    | Al-Gharafa         |
| 22 | P    | Mohammed Al Bakri     | 28 marzo 1997      | 1     | 0    | Al-Duhail          |
| 23 | C    | Hamad Al-Obeidi       | 21 aprile 1991     | 5     | 1    | Al-Sailiya         |

### Iraq
Coach:  Basim Qasim
| N. | Pos. | Giocatore             | Data nascita (età)          | Pres. | Reti | Squadra             |
| -- | ---- | --------------------- | --------------------------- | ----- | ---- | ------------------- |
| 1  | P    | Jalal Hassan          | 18 maggio 1991 (26 anni)    | 32    | 0    | Al-Zawraa           |
| 2  | D    | Ahmad Ibrahim         | 25 febbraio 1992 (25 anni)  | 71    | 2    | Al-Ettifaq          |
| 3  | D    | Ali Bahjat            | 3 marzo 1992 (25 anni)      | 30    | 0    | Al-Quwa Al-Jawiya   |
| 4  | D    | Mustafa Nadhim        | 23 settembre 1993 (24 anni) | 20    | 3    | Al-Najaf            |
| 5  | D    | Ali Faez              | 9 settembre 1994 (23 anni)  | 11    | 0    | Al-Shorta           |
| 6  | C    | Nabeel Sabah          | 1º luglio 1990 (27 anni)    | 11    | 0    | Al-Shorta           |
| 7  | C    | Ali Husni             | 23 maggio 1994 (23 anni)    | 17    | 1    | Al-Minaa            |
| 8  | A    | Mohannad Abdul-Raheem | 22 settembre 1993 (24 anni) | 39    | 12   | Al-Dhafra           |
| 9  | A    | Ayman Hussein         | 22 marzo 1996 (21 anni)     | 12    | 1    | Al-Shorta           |
| 10 | A    | Alaa Abdul-Zahra      | 22 dicembre 1985 (31 anni)  | 111   | 15   | Al-Shorta           |
| 11 | C    | Humam Tariq           | 10 febbraio 1996 (21 anni)  | 38    | 1    | Al-Quwa Al-Jawiya   |
| 12 | P    | Mohammed Gassid       | 10 dicembre 1986 (30 anni)  | 67    | 0    | Al-Minaa (capitano) |
| 13 | A    | Mohannad Ali Kadhim   | 1º gennaio 2000 (17 anni)   | 1     | 0    | Al-Shorta           |
| 14 | D    | Saad Natiq            | 19 marzo 1994 (23 anni)     | 10    | 0    | Al-Arabi            |
| 15 | C    | Ibrahim Bayesh        | 1º gennaio 2000 (17 anni)   | 0     | 0    | Al-Zawraa           |
| 16 | C    | Hussein Ali           | 29 novembre 1996 (21 anni)  | 5     | 0    | Al-Zawraa           |
| 17 | D    | Alaa Mhawi            | 3 giugno 1996 (21 anni)     | 11    | 0    | Al-Shorta           |
| 18 | C    | Amjad Attwan          | 12 marzo 1997 (20 anni)     | 18    | 0    | Al-Najaf            |
| 19 | C    | Mahdi Kamel           | 6 gennaio 1995 (22 anni)    | 34    | 2    | Al-Shorta           |
| 20 | D    | Rebin Sulaka          | 12 aprile 1992 (25 anni)    | 10    | 0    | Al-Markhiya         |
| 21 | C    | Saad Abdul-Amir       | 19 gennaio 1992 (25 anni)   | 71    | 4    | Al-Shabab           |
| 22 | P    | Mohammed Hameed       | 24 gennaio 1993 (24 anni)   | 20    | 0    | Al-Shorta           |
| 23 | A    | Sajad Hussein         | 9 settembre 1998 (19 anni)  | 1     | 0    | Amanat Baghdad      |